# Lois fondamentales de l'arithmétique
Lois fondamentales de l'arithmétique (titre original en allemand : Grundgesetze der Arithmetik) est l'ouvrage principal de Gottlob Frege, et une base de la logique moderne. Il contient la présentation classique de Frege et la mise en œuvre du logicisme dans la philosophie des mathématiques, soit la tentative de construire l'arithmétique uniquement à partir de concepts logiques de base. Pour représenter cette structure, Frege utilise l'écriture conceptuelle qu'il a développée, une notation de formules bidimensionnelle d'appréhension difficile et qui n'a pas réussi à imposer.
En 1884, Frege avait esquissé son logicisme dans les Fondements de l'arithmétique, mais sans formuler ses idées de manière symbolique. Dans Die Grundgesetze der Arithmetik, il a ensuite voulu dériver toutes les lois de l'arithmétique de ses axiomes en utilisant son symbolisme.
Le premier volume paraît chez l’éditeur Hermann Pohle en 1893, le second volume est publié à ses frais, en 1903.
« Mein Zweck erfordert manche Abweichungen von dem, was in der Mathematik üblich ist. Die Anforderungen an die Strenge der Beweisführung haben eine grössere Länge zur unausweichlichen Folge. Wer dies nicht im Auge hat, wird sich in der That wundern, wie umständlich hier oft ein Satz bewiesen wird, den er in einer einzigen Erkenntnissthat unmittelbar einzusehen glaubt. Besonders wird dies auffallen, wenn man die Schrift des Herrn Dedekind Was sind und was sollen die Zahlen? vergleicht, das Gründlichste, was mir in der letzten Zeit über die Grundlegung der Arithmetik zu Gesicht gekommen ist. Sie verfolgt auf einem weit kleineren Raume die Gesetze der Arithmetik weit höher hinauf, als es hier geschieht. Diese Kürze wird freilich nur dadurch erreicht, dass Vieles überhaupt nicht eigentlich bewiesen wird. Herr Dedekind sagt oft nur, dass der Beweis aus den und den Sätzen folge; er gebraucht Pünktchen, wie in „M(A,B,C...)“; nirgends ist bei ihm eine Zusammenstellung der von ihm zu Grunde gelegten logischen oder andern Gesetze zu finden, und wenn sie da wäre, hätte man keine Möglichkeit, zu prüfen, ob wirklich keine andern angewendet wären; denn dazu müssten die Beweise nicht nur angedeutet, sondern lückenlos ausgeführt sein. »
« Mon but exige quelques écarts par rapport à ce qui est habituel en mathématiques. Les exigences de rigueur de la démonstration ont pour conséquence inévitable une plus grande longueur. Celui qui n'a pas cela à l'esprit s'étonnera en effet de la complexité avec laquelle est souvent démontrée ici une proposition qu'il croit voir immédiatement dans un seul acte de connaissance. Cela sera particulièrement frappant si l'on compare l'ouvrage de M. Dedekind, Was sind und was sollen die Zahlen ? (Que sont et que doivent être les nombres ?), l'ouvrage le plus complet que j'ai pu voir ces derniers temps sur le fondement de l'arithmétique. Elle poursuit dans un espace beaucoup plus petit les lois de l'arithmétique bien plus haut qu'elle ne le fait ici. Cette brièveté n'est bien sûr obtenue que par le fait que beaucoup de choses ne sont pas réellement démontrées. M. Dedekind se contente souvent de dire que la preuve découle des et des propositions ; il utilise des petits points, comme dans " M(A,B,C...) " ; on ne trouve nulle part chez lui une compilation des lois logiques ou autres qu'il a prises pour base, et si elle existait, on n'aurait pas la possibilité de vérifier si vraiment aucune autre n'a été appliquée ; car pour cela, il faudrait que les preuves ne soient pas seulement suggérées, mais développées sans lacune. »

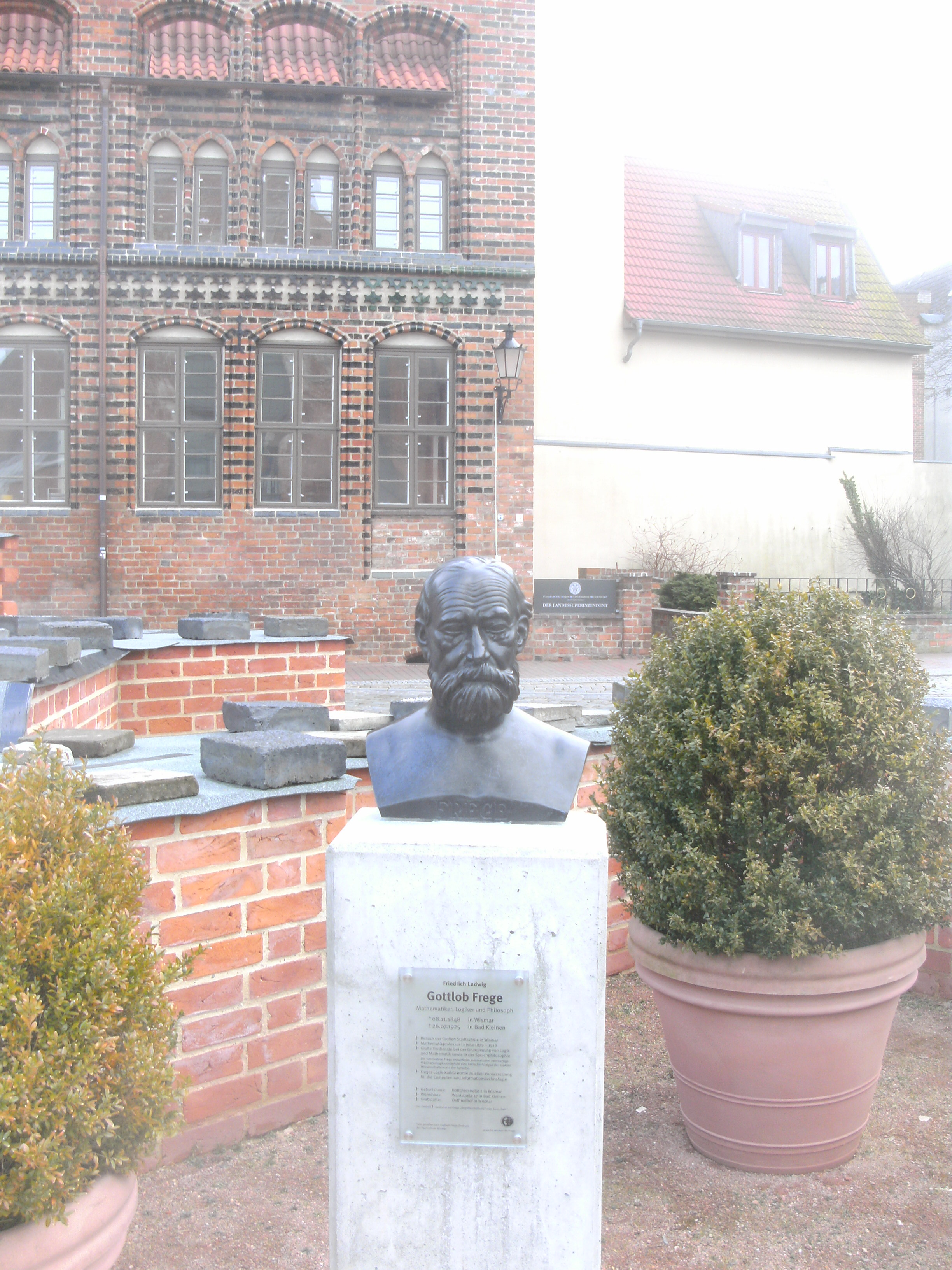
Monument de Frege à Wismar.

Alors que le deuxième volume est sur le point d’être imprimé en 1902, Bertrand Russell écrit à Frege pour l'informer que son système d'axiomes conduit à un paradoxe , ce qui contredit par conséquent l’ensemble de son ouvrage. Frege rédige alors une annexe de dernière minute au volume 2, qu'il ouvre par le commentaire suivant : 
« Einem wissenschaftlichen Schriftsteller kann kaum etwas Unerwünschteres begegnen, als dass ihm nach Vollendung einer Arbeit eine der Grundlagen seines Baues erschüttert wird. In diese Lage wurde ich durch einen Brief des Herrn Bertrand Russell versetzt, als der Druck dieses Bandes sich seinem Ende näherte »
« Peu de choses peuvent être plus malvenues pour un écrivain scientifique qu'ayant achevé un travail, l'un des fondements de sa structure en soit ébranlé. J'ai été mis dans cette situation par une lettre de M. Bertrand Russell, juste au moment où l'impression de ce volume touchait à sa fin. »
. 